# Edwin Donayre
Pour les articles homonymes, voir Edwin.
Le général Edwin Alberto Donayre Gotzch (né le 8 janvier 1952 à Ayacucho) fut le commandant en chef de l'Armée de terre du Pérou entre le 5 décembre 2006 et le 5 décembre 2008.
En octobre 2008, il a été accusé de corruption dans une affaire de trafic d'hydrocarbures. En novembre 2008, une vidéo enregistrée en février et dans laquelle il profère des déclarations antichiliennes a été diffusée sur YouTube, provoquant une crise diplomatique avec le Chili. Selon le Président Alan García, le général a été destitué pour cette raison. Il semble qu'en fait sa retraite ait été programmée de longue date.

## Crédits
- (es) Cet article est partiellement ou en totalité issu de l’article de Wikipédia en espagnol intitulé « Edwin Donayre Gotzsch » (voir la liste des auteurs).